# Сэргэлэн (Туве)
Сэргэлэн (монг. Сэргэлэн) — сомон аймака Туве, Монголия.
Центр сомона — Хошигийн Ар находится в 15 километрах от города Зуунмод и в 57 километрах от столицы страны — Улан-Батора.
Здесь развита сфера обслуживания, имеются туристические базы, школа, больницы, музеи.

## География
На территории сомона постираются горы Угуумур (1800 метров), Их Угуумур (1775 метров), Салхит (1850 метров), Мааньт Ханан хад (1885 метров) и др. Есть мелкие озёра и реки. Водятся волки, лисы, аргали, дикие козы, зайцы.
Климат резко континентальный. Средняя температура января -22-23°С, июля +16-17°С. Среднегодовая норма осадков составляет 210-300 мм осадков.
Имеются богатые запасы шпата, угля, железной руды, драгоценных камней, химического и строительного сырья.

## Известные уроженцы
- Догсомын Бодоо (1885—1922) — революционер, пятый премьер-министр Монголии
- Билэгийн Дамдинсурэн (1919—1992) — композитор, народный артист МНР